# قائمة مساجد بابل
تحتوي محافظة بابل في العراق على الكثير من المساجد والأضرحة والمراقد والجوامع القديمة الأثرية والتراثية ومنها:

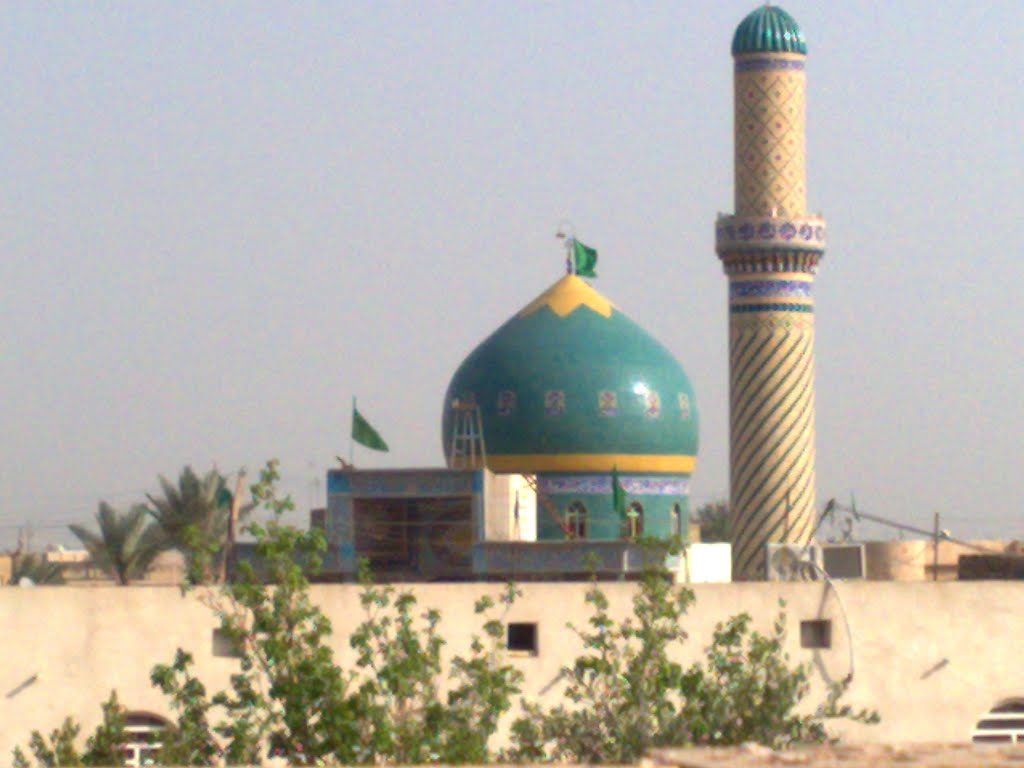
أحد مساجد بابل القديمة

- مسجد النخيلة التأريخي، من أقدم المساجد في بابل وبني في عهد السلطان أبي سعيد بهادر خان في عام 730 هـ.
- جامع الحلة الكبير، بني وأسس عام 1125هـ/1713م، في عهد الوالي العثماني يوسف بك.
- جامع المسيب الكبير، بني وأسس بنيانه عام 1293هـ/1876م، في عهد الدولة العثمانية.
- جامع الهيتاوين، بني عام 1296هـ/1878م، من قبل محمد باشا بابان في أيام حكم الدولة العثمانية.
- جامع الاسكندرية الكبير، بني وأسس بنيانه عام 1310هـ/1892م، في عهد السلطان عبد الحميد الثاني أيام حكم الدولة العثمانية.
- جامع السكوتي، بني في عهد الدولة العثمانية.
- مرقد الإمام القاسم أحد المزارات الإسلامية في بابل.